# Angelo Galante
Angelo Galante (San Giovanni Rotondo, 18 dicembre 1975) è un ex arbitro di calcio a 5 e dirigente arbitrale italiano. Il 16 maggio 2016 viene eletto Presidente della Sezione A.I.A. di Ancona.
Dal giugno 2017 al 2021 è stato arbitro categoria élite della UEFA.
Dal 3 luglio 2021 è designatore della Commissione Arbitri Nazionale per il calcio a 5 (CAN 5 ÉLITE). 
Dal 1 luglio 2023 è 
Osservatore arbitrale Uefa 

## Carriera Nazionale
Inizia la carriera arbitrale nel 1995 presso la sezione di Ancona, cominciando con gare di calcio a 11, passando al calcio a 5 nella stagione 2004/05.
Esordisce in Serie A2 nella stagione 2007/2008, debuttando poi in Serie A nel 2008 nella partita Terni - Pescara.
Partecipa a 3 edizioni delle Final Eight di Coppa Italia di Serie A2, due semifinali play-off della Serie A2, una finale del campionato di Serie A2, una semifinale scudetto del Campionato Under 21, una finale di Serie B e partecipa come terzo arbitro nella finale di Coppa Italia nel marzo 2011 vinta dalla Lazio a scapito della Marca.
Dirige ben 5 Finali di Coppa Italia di serie A: nel 2012, (a Padova, Luparense - Asti, finita 3-4 dopo i tempi supplementari), nel marzo 2014 (Lazio - Acquaesapone), nel 2016 (Pescara- Asti) ed infine nel 2017 (Pescara C5 -FC Luparense).
Nel gennaio del 2015 è arbitro della Finale di Winter Cup serie A maschile tra Asti e Pescara
Per quanto riguarda le finali scudetto, dirige le seguenti gare:
- Il 4 giugno 2011 dirige Gara 1 della finale scudetto tra Marca e Pescara,
- Nel giugno 2012 dirige Gara 4 Marca-Luparense
- Nel 2013 gara 3 Marca -Luparense,
- Nel 2014 gara 3 Luparense -Acquaesapone.
- A giugno 2015 dirige gara 3 di Finale scudetto del Campionato Femminile Serie A Lazio-Ternana, finita 3-3.
- Arbitro della gara 5 finale scudetto serie A 2017/18 Luparense - AcquaeSapone

Arbitro gara 3 finale scudetto serie A 2018/19 italservice Pesaro - acquasapone 
- Arbitro finale di ritorno final four serie A 2020/21 Italservice Pesaro - Meta Catania

In totale dirige 7 gare nelle Finali Scudetto serie A, 5 Finali di Coppa Italia serie A , 1 finale di Winter Cup e 1 finale della Serie A Femminile più numerose gare di semifinali.
Il 1 luglio 2021 si dimette dalla Commissione Arbitri Nazionale 5 (CAN 5).
Il 3 luglio 2021 viene nominato responsabile designatore della neo nata CAN 5 Élite.

## Carriera Internazionale
Debutta in campo internazionale nel 2012, partecipando negli anni a diversi tornei.
Nel Luglio del 2014, partecipa al campionato Mondiale Universitario disputatosi a Malaga. per poi dirigere 2 round della Uefa Futsal Cup (in Lettonia e Cipro) e la partita del Campionato Europeo Ungheria -Ucraina.
A marzo 2015, dirige il Main round di qualificazione di Euro 2016 in Macedonia, che vede partecipare Macedonia,Ungheria, Spagna e Svizzera.
A luglio '15 ha partecipato come arbitro europeo al Torneo internazionale NAS Sport in Dubai . Nel settembre '15 ha diretto la gara di ritorno del play off di qualificazione per Euro '16 Bielorussia - Repubblica Ceca a Minsk.
Marzo '16 dirige la gara di play off per il Campionato del Mondo 2016 Slovenia -Spagna. Ad aprile 2017 arbitro in Polonia del Main round per l'Europeo 2018 (Serbia /Polonia, Serbia /Spagna e Spagna/Polonia) 
A settembre 2017 arbitro del play off per il campionato europeo 2018 Repubblica Ceca/Serbia
Nella sua carriera dirige 2 finali del campionato di Albania nel giugno 2013 e giugno 2016.
Nel giugno del 2015 e 2016 arbitra le semifinali e la finale del prestigioso torneo NAS degli Emirati Arabi svoltosi a Dubai. Arbitro nella finale del campionato di Albania nel 2013 Ha diretto a novembre 2017 il Main round di Uefa Futsal cup a Madrid e a gennaio 2018 ha partecipato ai Campionati europei Futsal euro 2018 in Slovenia dirigendo Francia - Azerbaijan e il quarto di finale Spagna - Ucraina.
Ad aprile 2018 a Saragozza ha diretto la Final four di Uefa Futsal Cup.
Nell'Ottobre 2018 è arbitro del main round della Uefa Futsal champions League disputatosi in Croazia, disputatosi a Macarsca.  
Aprile 2019 dirige la final four di champions league ad Almaty in Kazakhstan
Ottobre 2019 nuovamente designato come arbitro per la final four di Uefa futsal champions league a Barcellona ed infine arbitra la final 8 di champions league a Zara ad aprile 2021.
Al Termine della stagione 2012/2013 è stato insignito del premio Presidenza AIA come Arbitro Effettivo maggiormente distintosi nel corso della stagione sportiva.